# Bandama
Rijeka Bandama je najduža rijeka u Obali Bjelokosti s dužinom od oko 800 kilometara. Rijeka teče prema jugu, prima pritoke Marahoué, Solomougou, Kan i Nzi, te se ulijeva u lagunu Tagba i Gvinejski zaljev.
Bandama teče kroz jezero Kossou, veliko umjetno jezero nastalo 1973. godine izgradnjom brane Kossou u gradu Kossouu .
Yamoussoukro, glavni grad Obale Bjelokosti, nalazi se uz rijeku Bandama.
Reli Obala Bjelokosti često se održava oko Bandame.

## Vanjske poveznice
|  | Zajednički poslužitelj ima još gradiva o temi Bandama |

- concise.britannica.com
- country-study at mongabay.com